# King's College International
King’s College International es una compañía internacional de educación especializada en la enseñanza de idiomas en el extranjero. Esta empresa, fundada por Sir Roger Fry, imparte cursos de inglés y programas de año escolar en el extranjero, así como campamentos de inglés en diferentes partes de España.
Su programa y cursos en inglés, van dirigidos a todo tipo de alumnos internacionales, tanto niños como adultos, contando con 100 destinos diferentes para el aprendizaje del idioma y 15 campamentos repartidos por toda España.

## Historia
Fundada en 1969 por Sir Roger Fry, esta empresa se encuadra dentro del grupo King’s Group, junto con King’s Training y los Colegios Británicos King’s College.
El fundador del grupo, Sir Roger Fry, nació en Portsmouth y se educó en Inglaterra.  El principal objetivo de su carrera fue promover la Educación Británica a nivel internacional y las relaciones entre Reino Unido y España, motivo por el cual fue nombrado caballero en 2012 por la Reina Isabel II. Tras fundar el primer colegio británico en Madrid, abrió otros seis colegios repartidos entre España, Panamá y Reino Unido. En 1981 fundó la Fundación Hispano Británica en Madrid y desde 1996 a 2011 fue Presidente del Council of British International Schools (COBIS), donde ahora es Presidente Honorario.
Entre las empresas asociadas que colaboran con King’s Group se encuentra la Fundación Real Madrid y el grupo de teatro interactivo en inglés, ITA, que colabora con los campamentos en España acogiendo a niños de 21 países diferentes. El grupo también participa en actividades humanitarias y benéficas como el Rastrillo de la Asociación Nuevo Futuro donde recauda fondos destinados a los niños sin medios del país, para que puedan asistir a los campamentos; así como organiza los cursos acorde con los requisitos necesarios para las becas MEC para los programas de inmersión lingüística en verano, donde las empresas compiten por conseguir estos lotes de becas.